# Museo Piaggio Giovanni Alberto Agnelli
Il Museo Piaggio "Giovanni Alberto Agnelli" è un museo industriale italiano con sede a Pontedera.

## Storia
Il museo venne inaugurato il 29 marzo del 2000 nell'ex attrezzeria dello stabilimento Piaggio di Pontedera che è stata oggetto di un progetto di recupero di Andrea Bruno. L'attrezzeria era la zona più antica della fabbrica costruita negli anni venti. Nel 2018 il museo è stato completamente ristrutturato.
A volere fortemente il museo fu Giovanni Alberto Agnelli, allora presidente della Piaggio, che tuttavia non fece in tempo a vederne l'inaugurazione perché morì tre anni prima; il museo venne così intitolato a sua memoria.

## Esposizione

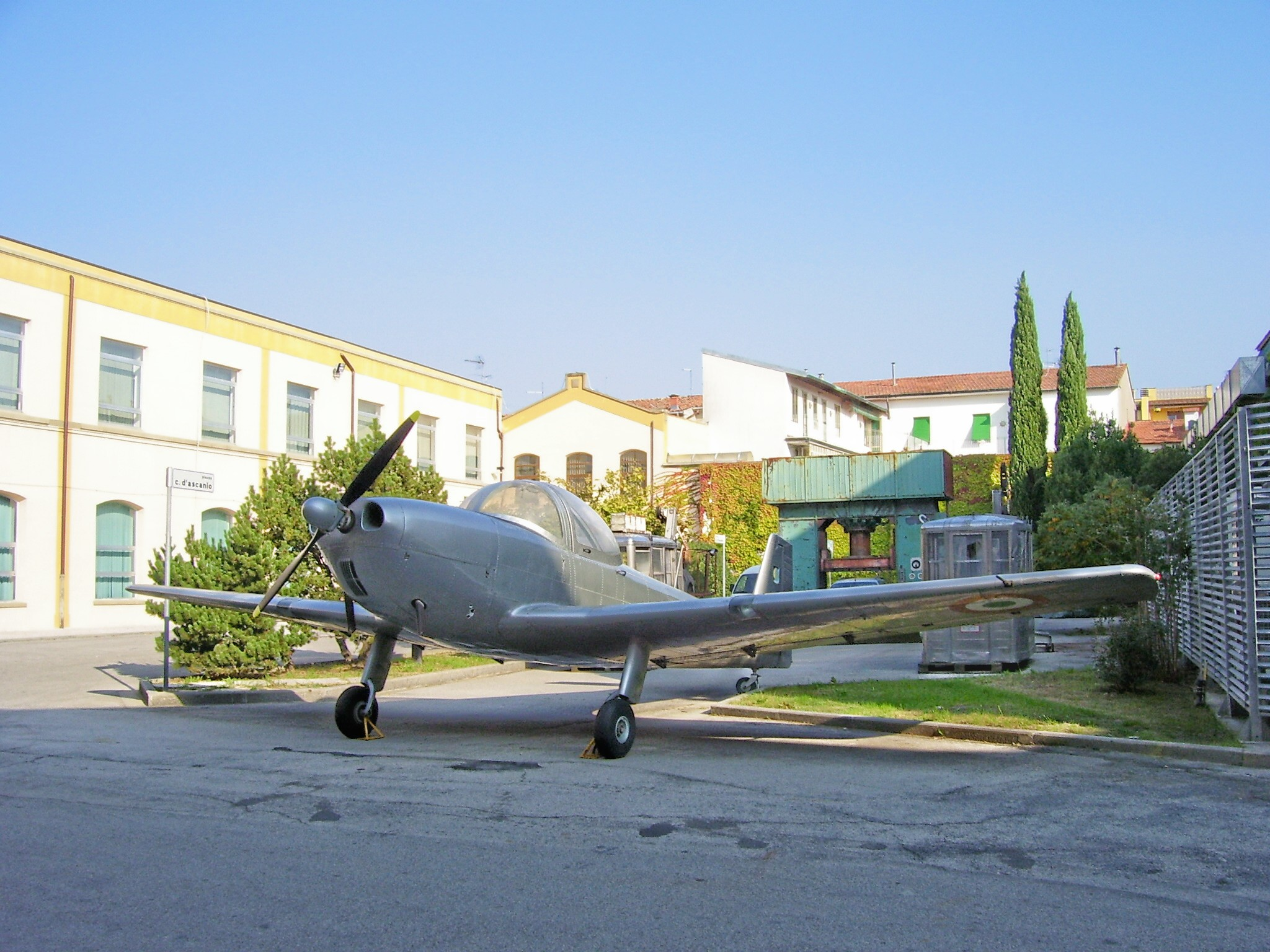
Aereo monomotore ad elica P.148

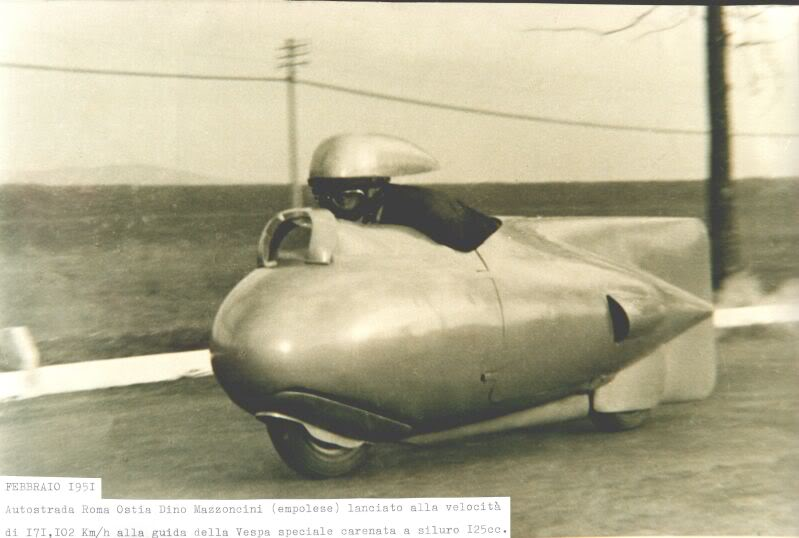
Vespa siluro del 1951

Il museo narra la storia dei principali prodotti che hanno caratterizzato l'eccellenza e la creatività dell'azienda e dei suoi progettisti più importanti (Giovanni Casiraghi, Luigi Pegna, Corradino d'Ascanio)
All'ingresso del museo si possono ammirare l'aereo Piaggio P.148, soprannominato amichevolmente Piaggino dai suoi piloti per le sue ridotte dimensioni, e un'automotrice diesel-elettrica costruita dalla Piaggio per le Ferrovie Calabro Lucane e restaurata, collocata come a sfondare l'entrata.
All'interno vi sono esposti i modelli più significativi delle Vespa e di altri scooter Piaggio e Gilera come il Ciao e il Sì. Trovano posto anche modelli particolari quale la Vespa di Salvador Dalí, la Vespa Siluro o la Vespa Alpha (una Vespa 180 Super Sport trasformata dalla Piaggio e dalla inglese Alpha Willis, in grado – nella finzione filmica – di correre su strada, di volare come un elicottero, di navigare e di immergersi come un piccolo sommergibile) usata nel film "Dick Smart, Agente 2007" con Richard Wyler, Margaret Lee e Rosanna Tapados.

## Archivio Antonella Bechi Piaggio
Il museo ospita anche l'archivio storico "Antonella Bechi Piaggio", che risulta essere tra gli archivi d'impresa più ricchi del mondo. La conservazione e il riordino dei documenti furono fortemente sostenuti da Antonella e dal figlio Giovanni Alberto. 
Contiene oltre 150 000 documenti tra fotografie, audiovisivi, pubblicità d'epoca in diversi formati incluso il vasto fondo del personale dagli inizi dell'azienda fino agli anni settanta. L'archivio è consultabile su prenotazione al costo di 30 euro. Nel 2003 il Museo ha vinto il Premio Impresa e Cultura come miglior Museo e Archivio d'impresa in Italia.
Nel 2006 in occasione del sessantennale della Vespa è stato annunciato la realizzazione di un nuovo edificio per il museo realizzato da Massimiliano Fuksas. Avrà una superficie di 5 500 metri quadrati e sorgerà all'interno di un capannone dove per ora vengono stoccate le vespe.